# William Dod
William Dod (Bebington, 18 luglio 1867 – Earls Court, 8 ottobre 1954) è stato un arciere britannico.

## Palmarès
- Giochi olimpici

Londra 1908: oro nel Double York Round.